# Eleições autárquicas portuguesas de 2005 no distrito de Évora
| Eleições autárquicas portuguesas de 2005 Distritos: Aveiro \| Beja \| Braga \| Bragança \| Castelo Branco \| Coimbra \| Évora \| Faro \| Guarda \| Leiria \| Lisboa \| Portalegre \| Porto \| Santarém \| Setúbal \| Viana do Castelo \| Vila Real \| Viseu \| Açores \| Madeira |

## Resultados por Concelho
Os resultados nos Concelhos do Distrito de Évora foram os seguintes:

### Alandroal
| Partido                 | Partido                        | Votos | %               | +/-  | Vereadores | +/-     |
| ----------------------- | ------------------------------ | ----- | --------------- | ---- | ---------- | ------- |
|                         | Partido Socialista             | 2 331 | 54,16 / 100,00  | 6,40 | 3 / 5      | Estável |
|                         | Coligação Democrática Unitária | 1 508 | 35,04 / 100,00  | 6,53 | 2 / 5      | Estável |
|                         | Partido Social Democrata       | 352   | 8,18 / 100,00   | 1,42 | 0 / 5      | Estável |
| Votos Inválidos         | Votos Inválidos                | 113   | 2,63 / 100,00   | 0,43 |            |         |
| Total                   | Total                          | 4 304 | 100,00 / 100,00 |      | 5 / 5      |         |
| Eleitorado/Participação | Eleitorado/Participação        | 5 748 | 74,88 / 100,00  | 3,65 |            |         |

### Arraiolos
| Partido                 | Partido                        | Votos | %               | +/-  | Vereadores | +/-     |
| ----------------------- | ------------------------------ | ----- | --------------- | ---- | ---------- | ------- |
|                         | Coligação Democrática Unitária | 2 744 | 63,33 / 100,00  | 2,41 | 4 / 5      | Estável |
|                         | Partido Socialista             | 945   | 21,81 / 100,00  | 2,36 | 1 / 5      | Estável |
|                         | PSD-CDS                        | 448   | 10,34 / 100,00  | -    | 0 / 5      | -       |
| Votos Inválidos         | Votos Inválidos                | 196   | 4,52 / 100,00   | 0,36 |            |         |
| Total                   | Total                          | 4 333 | 100,00 / 100,00 |      | 5 / 5      |         |
| Eleitorado/Participação | Eleitorado/Participação        | 6 451 | 67,17 / 100,00  | 3,96 |            |         |

### Borba
| Partido                 | Partido                        | Votos | %               | +/-  | Vereadores | +/-     |
| ----------------------- | ------------------------------ | ----- | --------------- | ---- | ---------- | ------- |
|                         | Partido Socialista             | 2 764 | 60,55 / 100,00  | 4,20 | 4 / 5      | 1       |
|                         | Coligação Democrática Unitária | 1 027 | 22,50 / 100,00  | 8,80 | 1 / 5      | 1       |
|                         | Partido Social Democrata       | 534   | 11,70 / 100,00  | 3,40 | 0 / 5      | Estável |
|                         | Partido Popular                | 47    | 1,03 / 100,00   | -    | 0 / 5      | -       |
| Votos Inválidos         | Votos Inválidos                | 193   | 4,23 / 100,00   | 0,18 |            |         |
| Total                   | Total                          | 4 565 | 100,00 / 100,00 |      | 5 / 5      |         |
| Eleitorado/Participação | Eleitorado/Participação        | 6 628 | 68,87 / 100,00  | 2,84 |            |         |

### Estremoz
| Partido                 | Partido                        | Votos  | %               | +/-  | Vereadores | +/-     |
| ----------------------- | ------------------------------ | ------ | --------------- | ---- | ---------- | ------- |
|                         | Partido Socialista             | 2 870  | 34,11 / 100,00  | 7,52 | 3 / 7      | 1       |
|                         | Coligação Democrática Unitária | 2 797  | 33,24 / 100,00  | 5,08 | 3 / 7      | Estável |
|                         | Partido Social Democrata       | 1 644  | 19,54 / 100,00  | 5,81 | 1 / 7      | 1       |
|                         | Pela Nossa Terra               | 439    | 5,22 / 100,00   | Novo | 0 / 7      | Novo    |
|                         | Partido Popular                | 192    | 2,28 / 100,00   | 0,56 | 0 / 7      | Estável |
|                         | Bloco de Esquerda              | 116    | 1,38 / 100,00   | 1,40 | 0 / 7      | Estável |
| Votos Inválidos         | Votos Inválidos                | 356    | 4,23 / 100,00   | 0,12 |            |         |
| Total                   | Total                          | 8 414  | 100,00 / 100,00 |      | 7 / 7      |         |
| Eleitorado/Participação | Eleitorado/Participação        | 13 488 | 62,38 / 100,00  | 0,04 |            |         |

### Évora
| Partido                 | Partido                        | Votos  | %               | +/-  | Vereadores | +/-     |
| ----------------------- | ------------------------------ | ------ | --------------- | ---- | ---------- | ------- |
|                         | Partido Socialista             | 10 988 | 43,12 / 100,00  | 2,02 | 3 / 7      | 1       |
|                         | Coligação Democrática Unitária | 8 409  | 33,00 / 100,00  | 7,14 | 3 / 7      | Estável |
|                         | Partido Social Democrata       | 3 757  | 14,74 / 100,00  | 5,22 | 1 / 7      | 1       |
|                         | Bloco de Esquerda              | 688    | 2,70 / 100,00   | 2,26 | 0 / 7      | Estável |
|                         | Partido Popular                | 378    | 1,48 / 100,00   | 0,18 | 0 / 7      | Estável |
|                         | Partido Popular Monárquico     | 78     | 0,31 / 100,00   | -    | 0 / 7      | -       |
| Votos Inválidos         | Votos Inválidos                | 1 183  | 4,64 / 100,00   | 1,96 |            |         |
| Total                   | Total                          | 25 481 | 100,00 / 100,00 |      | 7 / 7      |         |
| Eleitorado/Participação | Eleitorado/Participação        | 46 255 | 55,09 / 100,00  | 6,30 |            |         |

### Montemor-o-Novo
| Partido                 | Partido                        | Votos  | %               | +/-  | Vereadores | +/-     |
| ----------------------- | ------------------------------ | ------ | --------------- | ---- | ---------- | ------- |
|                         | Coligação Democrática Unitária | 5 328  | 53,64 / 100,00  | 2,87 | 4 / 7      | Estável |
|                         | Partido Socialista             | 2 826  | 28,45 / 100,00  | -    | 2 / 7      | -       |
|                         | PSD-CDS                        | 1 389  | 13,99 / 100,00  | -    | 1 / 7      | -       |
| Votos Inválidos         | Votos Inválidos                | 389    | 3,92 / 100,00   | 0,21 |            |         |
| Total                   | Total                          | 9 932  | 100,00 / 100,00 |      | 7 / 7      |         |
| Eleitorado/Participação | Eleitorado/Participação        | 15 753 | 63,05 / 100,00  | 1,90 |            |         |

### Mora
| Partido                 | Partido                        | Votos | %               | +/-  | Vereadores | +/-     |
| ----------------------- | ------------------------------ | ----- | --------------- | ---- | ---------- | ------- |
|                         | Coligação Democrática Unitária | 1 953 | 54,78 / 100,00  | 3,77 | 4 / 5      | 1       |
|                         | Partido Socialista             | 918   | 25,75 / 100,00  | 3,56 | 1 / 5      | Estável |
|                         | Partido Social Democrata       | 387   | 10,86 / 100,00  | 3,90 | 0 / 5      | 1       |
|                         | Bloco de Esquerda              | 154   | 4,32 / 100,00   | -    | 0 / 5      | -       |
| Votos Inválidos         | Votos Inválidos                | 153   | 4,29 / 100,00   | 0,63 |            |         |
| Total                   | Total                          | 3 565 | 100,00 / 100,00 |      | 5 / 5      |         |
| Eleitorado/Participação | Eleitorado/Participação        | 5 345 | 66,70 / 100,00  | 2,38 |            |         |

### Mourão
| Partido                 | Partido                        | Votos | %               | +/-  | Vereadores | +/-     |
| ----------------------- | ------------------------------ | ----- | --------------- | ---- | ---------- | ------- |
|                         | Partido Socialista             | 923   | 46,88 / 100,00  | 9,62 | 3 / 5      | 1       |
|                         | PSD-CDS                        | 900   | 45,71 / 100,00  | -    | 2 / 5      | -       |
|                         | Coligação Democrática Unitária | 75    | 3,81 / 100,00   | 0,80 | 0 / 5      | Estável |
| Votos Inválidos         | Votos Inválidos                | 71    | 3,61 / 100,00   | 0,79 |            |         |
| Total                   | Total                          | 1 969 | 100,00 / 100,00 |      | 5 / 5      |         |
| Eleitorado/Participação | Eleitorado/Participação        | 2 557 | 77,00 / 100,00  | 3,98 |            |         |

### Portel
| Partido                 | Partido                        | Votos | %               | +/-  | Vereadores | +/-     |
| ----------------------- | ------------------------------ | ----- | --------------- | ---- | ---------- | ------- |
|                         | Partido Socialista             | 2 584 | 56,63 / 100,00  | 7,88 | 3 / 5      | Estável |
|                         | Coligação Democrática Unitária | 1 775 | 38,90 / 100,00  | 7,26 | 2 / 5      | Estável |
|                         | Partido Social Democrata       | 79    | 1,73 / 100,00   | 0,67 | 0 / 5      | Estável |
|                         | Partido Popular                | 17    | 0,37 / 100,00   | -    | 0 / 5      | -       |
| Votos Inválidos         | Votos Inválidos                | 108   | 2,36 / 100,00   | 0,34 |            |         |
| Total                   | Total                          | 4 563 | 100,00 / 100,00 |      | 5 / 5      |         |
| Eleitorado/Participação | Eleitorado/Participação        | 6 140 | 74,32 / 100,00  | 1,66 |            |         |

### Redondo
| Partido                 | Partido                                       | Votos | %               | +/-   | Vereadores | +/-  |
| ----------------------- | --------------------------------------------- | ----- | --------------- | ----- | ---------- | ---- |
|                         | Movimento Independente do Concelho de Redondo | 1 859 | 43,57 / 100,00  | Novo  | 3 / 5      | Novo |
|                         | Partido Socialista                            | 1 283 | 30,07 / 100,00  | 9,53  | 2 / 5      | 1    |
|                         | Coligação Democrática Unitária                | 559   | 13,10 / 100,00  | 35,30 | 0 / 5      | 3    |
|                         | Partido Social Democrata                      | 404   | 9,47 / 100,00   | 18,01 | 0 / 5      | 1    |
|                         | Bloco de Esquerda                             | 63    | 1,48 / 100,00   | -     | 0 / 5      | -    |
| Votos Inválidos         | Votos Inválidos                               | 99    | 2,32 / 100,00   | 1,26  |            |      |
| Total                   | Total                                         | 4 267 | 100,00 / 100,00 |       | 5 / 5      |      |
| Eleitorado/Participação | Eleitorado/Participação                       | 6 332 | 67,39 / 100,00  | 10,31 |            |      |

### Reguengos de Monsaraz
| Partido                 | Partido                        | Votos | %               | +/-  | Vereadores | +/-     |
| ----------------------- | ------------------------------ | ----- | --------------- | ---- | ---------- | ------- |
|                         | Partido Socialista             | 2 804 | 49,65 / 100,00  | 0,67 | 3 / 5      | Estável |
|                         | Partido Social Democrata       | 1 725 | 30,54 / 100,00  | 2,52 | 2 / 5      | Estável |
|                         | Coligação Democrática Unitária | 798   | 14,13 / 100,00  | 0,20 | 0 / 5      | Estável |
|                         | Partido Popular                | 102   | 1,81 / 100,00   | -    | 0 / 5      | -       |
| Votos Inválidos         | Votos Inválidos                | 219   | 3,58 / 100,00   | 0,05 |            |         |
| Total                   | Total                          | 5 648 | 100,00 / 100,00 |      | 5 / 5      |         |
| Eleitorado/Participação | Eleitorado/Participação        | 9 135 | 61,83 / 100,00  | 3,23 |            |         |

### Vendas Novas
| Partido                 | Partido                        | Votos  | %               | +/-   | Vereadores | +/-     |
| ----------------------- | ------------------------------ | ------ | --------------- | ----- | ---------- | ------- |
|                         | Coligação Democrática Unitária | 2 891  | 46,01 / 100,00  | 7,94  | 4 / 7      | 1       |
|                         | Partido Socialista             | 2 042  | 32,50 / 100,00  | 11,94 | 2 / 7      | 1       |
|                         | Partido Social Democrata       | 1 116  | 17,76 / 100,00  | 3,37  | 1 / 7      | Estável |
| Votos Inválidos         | Votos Inválidos                | 235    | 3,74 / 100,00   | 0,62  |            |         |
| Total                   | Total                          | 6 284  | 100,00 / 100,00 |       | 7 / 7      |         |
| Eleitorado/Participação | Eleitorado/Participação        | 10 361 | 60,65 / 100,00  | 1,30  |            |         |

### Viana do Alentejo
| Partido                 | Partido                        | Votos | %               | +/-  | Vereadores | +/-     |
| ----------------------- | ------------------------------ | ----- | --------------- | ---- | ---------- | ------- |
|                         | Coligação Democrática Unitária | 1 600 | 53,24 / 100,00  | 2,63 | 3 / 5      | Estável |
|                         | Partido Socialista             | 687   | 22,86 / 100,00  | 7,41 | 1 / 5      | 1       |
|                         | Partido Social Democrata       | 574   | 19,10 / 100,00  | 4,34 | 1 / 5      | 1       |
| Votos Inválidos         | Votos Inválidos                | 144   | 4,80 / 100,00   | 1,33 |            |         |
| Total                   | Total                          | 3 005 | 100,00 / 100,00 |      | 5 / 5      |         |
| Eleitorado/Participação | Eleitorado/Participação        | 4 809 | 62,49 / 100,00  | 0,37 |            |         |

### Vila Viçosa
| Partido                 | Partido                        | Votos | %               | +/-   | Vereadores | +/-     |
| ----------------------- | ------------------------------ | ----- | --------------- | ----- | ---------- | ------- |
|                         | Coligação Democrática Unitária | 2 638 | 51,08 / 100,00  | 11,73 | 3 / 5      | 1       |
|                         | Partido Socialista             | 1 483 | 28,72 / 100,00  | 3,49  | 2 / 5      | Estável |
|                         | PSD-PPM                        | 707   | 13,69 / 100,00  | -     | 0 / 5      | -       |
|                         | Partido Popular                | 103   | 1,99 / 100,00   | 7,16  | 0 / 5      | Estável |
| Votos Inválidos         | Votos Inválidos                | 233   | 4,51 / 100,00   | 1,31  |            |         |
| Total                   | Total                          | 5 164 | 100,00 / 100,00 |       | 5 / 5      |         |
| Eleitorado/Participação | Eleitorado/Participação        | 7 482 | 69,02 / 100,00  | 1,45  |            |         |